# Aglaia rivularis
Aglaia rivularis là một loài thực vật]] thuộc họ Meliaceae. Loài này có ở Indonesia và Malaysia.